# Soledad Pérez Domínguez
María Soledad Pérez Domínguez (Madrid, 15 d'octubre de 1958) és una periodista i política espanyola del PSOE diputada al Congrés dels Diputats per la circumscripció Badajoz des de l'any 2000.
Va exercir com a periodista no titulada a Televisió Espanyola, ràdio i premsa. Afiliada al PSOE, va ser portaveu de la Junta d'Extremadura entre 1989 i 1998 i secretària primera de la Assemblea d'Extremadura entre 1998 i 2000. També va ser directora de la Universitat Popular d'Azuaga. A les Eleccions generals d'Espanya de 2000 va estar a les llistes del seu partit per la circumscripció electoral de Badajoz i va obtenir l'escó de diputada, repetint a les de  2004,  2008 i  2011.